# Paranthus ignotus
Paranthus ignotus är en havsanemonart som först beskrevs av McMurrich 1904.  Paranthus ignotus ingår i släktet Paranthus och familjen Actinostolidae. Inga underarter finns listade i Catalogue of Life.